# Sierra de Aloña
La sierra de Aloña,  o de Gorgomendi, se ubica en la provincia de Guipúzcoa, en las Montes vascos. Sus cumbres principales son Buetraitz  de 1.320 metros de altitud y Gorgomendi, también llamado Aloña, de 1.244 metros de altura  que  nombre al macizo.
La sierra de Aloña se eleva por la parte oeste y sur del río Aránzazu, en prolongación de la sierra de Aizcorri con la que se une por el este en el collado de  Biozkorna a 1.195 m s. n. m. La parte norte del macizo se alza sobre el valle de Oñate. En las faldas del su parte sur se ubica el Santuario de Aránzazu  patrona de Guipúzcoa y una relevante obra de arte de finales del siglo XX. Entre el santuario y la cordal de la sierra están las majadas pastorilesde Duru y Malla, entre otras.

## Cumbres
- Buetraitz, 1320 m 42°59′40″N 2°23′32″O / 42.9944893, -2.3922769
- Arkaitz, 1312 m 42°59′30″N 2°23′09″O / 42.9917082, -2.3858151
- Kurtzezar, 1287 m 42°59′46″N 2°23′43″O / 42.9961268, -2.3954136
- Biozkorna, 1274 m 42°59′12″N 2°22′23″O / 42.9867668, -2.3729605
- Urrabiatza, 1265 m 42°59′25″N 2°22′55″O / 42.9902736, -2.3819408
- Gorgomendi o Aloña, 1244 m 42°59′54″N 2°24′01″O / 42.9984131, -2.4003721
- Tellakaskueta, 1179 m 42°58′50″N 2°22′47″O / 42.9804285, -2.3798073
- Belar, 897 m 43°00′17″N 2°25′20″O / 43.004613, -2.4222375

## Rutas
Desde el Santuario de Arantzazu en dirección a Duru ascenderemos por un paso canadiense para tomar a la izquierda las marcas de GR y PR. Una vez superado Duru, divisaremos parte de la Sierra de Aloña. Siguiendo en dirección a Mirandaola nos adentraremos en una zona arbolada. Podremos seguir la pista o ascender pradera arriba para ganar tiempo. Disfrutaremos de la panorámica que se nos ofrece a la izquierda hacia el monte Gorbea y más adelante divisaremos los montes de Udalaitx, Anboto y su cresterio y más al fondo el monte Mugarra y Oiz. Pronto estaremos en la primera cima de la Sierra de Aloña, Gorgomendi (1.244 m), presidida por una gran cruz, con vistas al pueblo de Oñate.